# Savennières
Savennières település Franciaországban, Maine-et-Loire megyében. Lakosainak száma 1351 fő (2022. január 1.). Savennières Béhuard, Bouchemaine, Denée, La Possonnière, Saint-Georges-sur-Loire, Saint-Martin-du-Fouilloux és Saint-Léger-de-Linières községekkel határos.

## Népesség
A település népessége az elmúlt években az alábbi módon változott:
| Lakosok száma | 1031 | 1101 | 1164 | 1401 | 1376 | 1337 | 1338 | 1336 | 1337 | 1351 |
|               | 1968 | 1982 | 1990 | 2006 | 2013 | 2015 | 2017 | 2019 | 2020 | 2022 |